# 温泉水库
温泉水库，位于中华人民共和国青海省海西州格尔木市城区东南127千米（公路里程）、格尔木河上游干流上的一座大型水库。水库工程于1997年10月通过验收后正式交付使用，库区位于布尔汗布达山和唐格乌拉山之间的河谷盆地内。水库大坝为砂砾石均质坝，坝顶高程3959.8米，最大坝高17.5米，坝顶长880米。水库最大库容2.55亿立方米，回水长度16千米，水面面积42.2平方千米。温泉水库的主要功能是调节径流，使下游各梯级水电站稳定运行，增加发电量，提高供电质量，同时兼顾防洪。